# 任志萍
任志萍（1938年—），男，河北张家口人，中国词作家，一级编剧，曾任中央歌舞团副团长。